# Albizzi

Escut d'armes dels Albizzi.

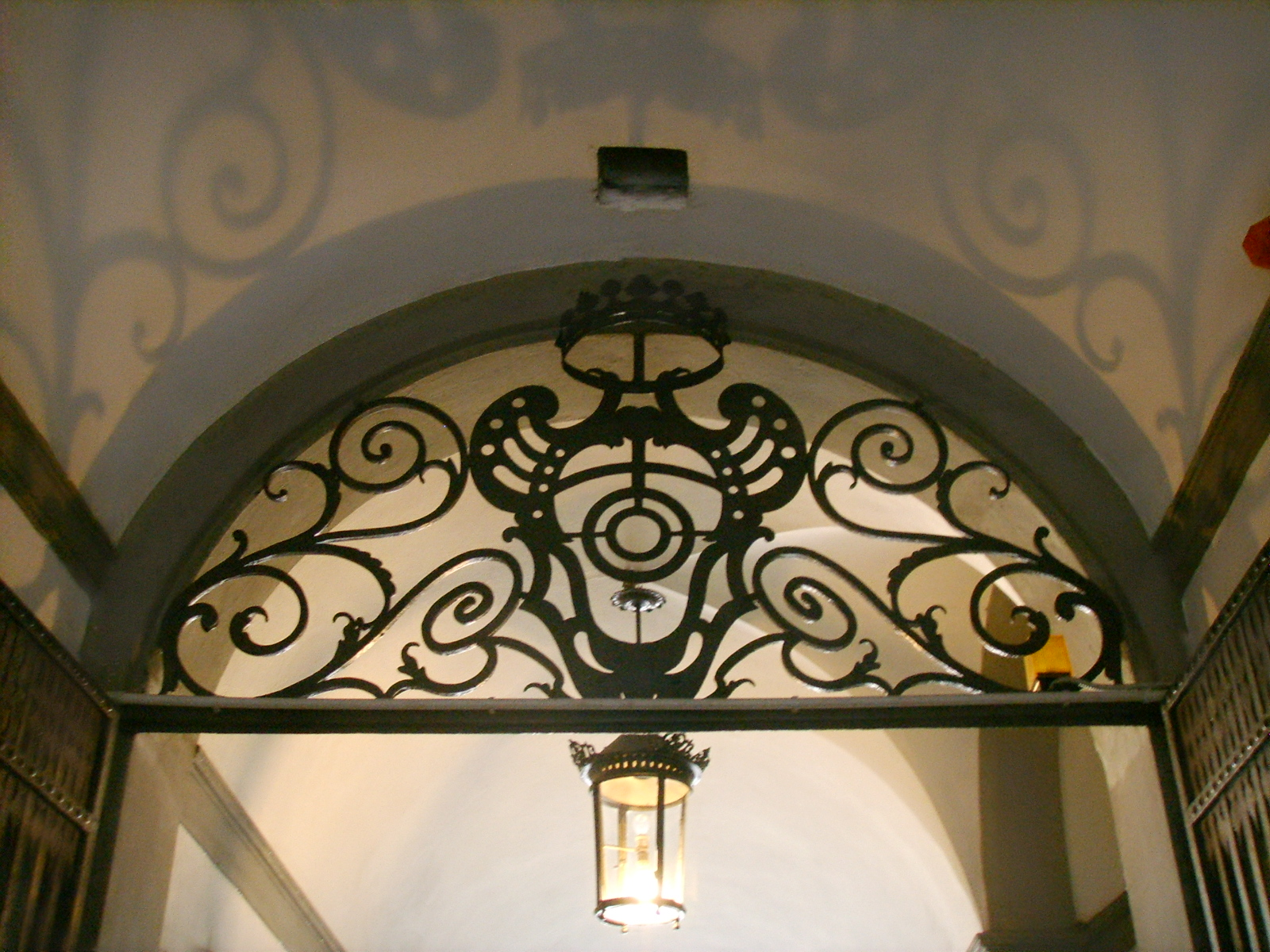
Palau Albizzi

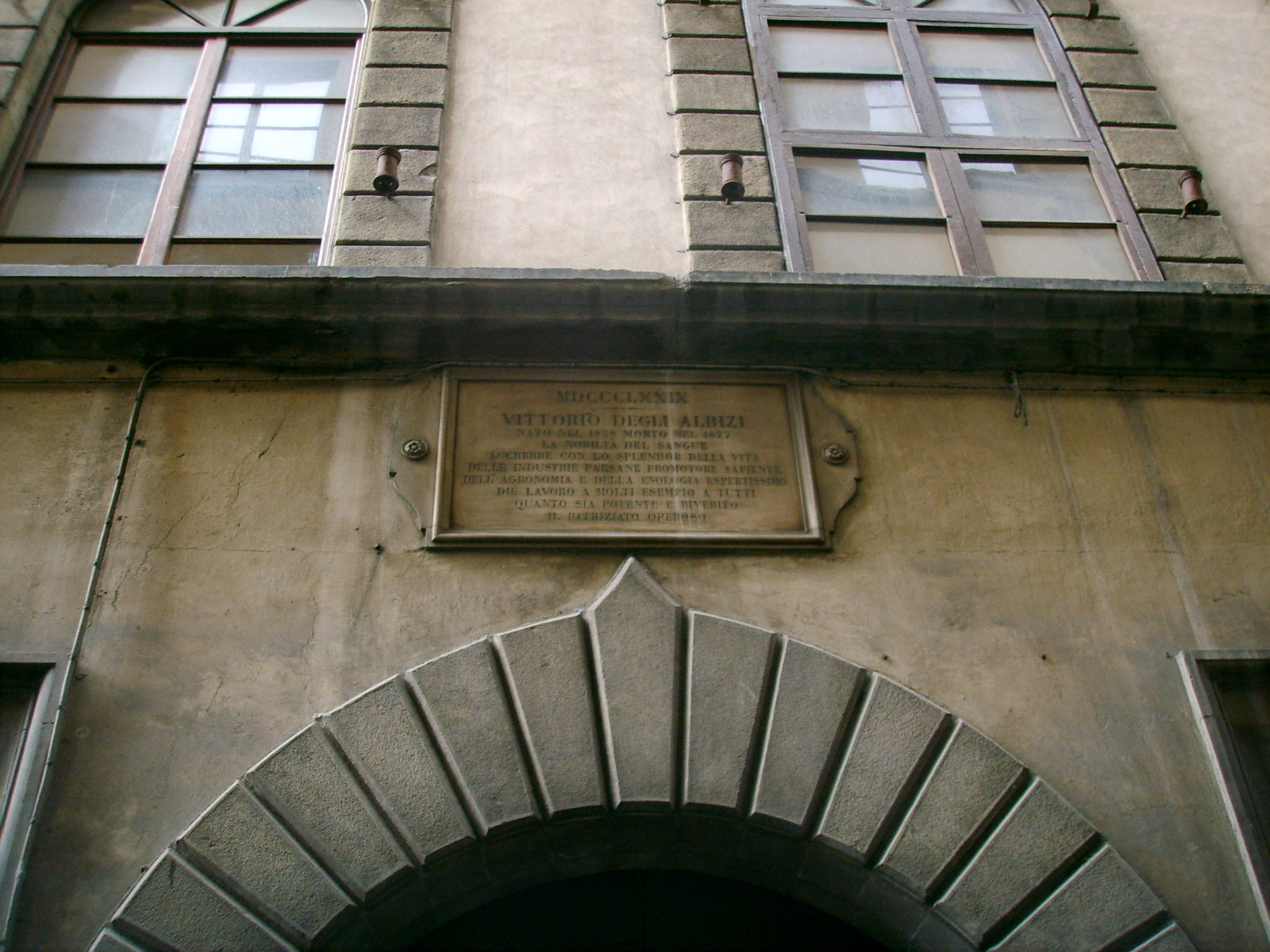
Làpida que recorda Vittorio degli Albizi al Palazzo Albizi

Albizzi o Albizi era una important família florentina. El fundador va ser Raimondino, d'origen alemany, arribat a Itàlia a finals del segle xii i establert a Arezzo, d'on els seus descendents posteriorment van passar a Florència. Els Albizzi, rics mercaders de llana, i caps d'una facció dels güelfs van ostentar molt de poder i els màxims càrrecs ciutadans sobretot durant el segle xiv. Com a membres de la facció Güelfa es van oposar a Corso Donati i a la tirania del Duc d'Atenes i van mantenir llargues escaramusses amb la família Ricci.
Van ser apartats del poder amb la revolta dels Ciompi, el 1378, i van retornar a la vida política de Florència amb Maso de Albizzi, gonfaloniere de justícia, succeït pel seu fill Rinaldo el 1417.

## Principals membres de la família
- Pere II d'Albizzi, capità dels güelfs, va ser ajusticiat per sospita de conspiració contra els Ciompi.
- Maso d'Albizzi, (1343-1417), nebot de l'anterior, va recuperar la fortuna de la casa prenent part de la conquesta de Pisa, d'on va tornar victoriós.
- Rinaldo d'Albizzi (1370-1442), fill de Maso, polític florentí responsable de l'exili de Cosme el Vell.
- Luca d'Albizzi (1382-1458), germà de Rinaldo, va ser en canvi partidari dels Mèdici, convertint-se en un dels seus homes de confiança després del retorn de Cosme a Florència, obtenint encàrrecs d'importància com a ambaixador davant Milà, Roma, i Venècia. Va sergonfalonierede justícia (1442) i el més representatiu membre del Consell dels deu.

També van pertànyer a la família nombrosos poetes del Trecento prop de Petrarca, com Matteo d'Albizzi i Franceschino d'Albizzi.